# Shaaman
Shaman (som Shaaman 2005–2006) var ett brasilianskt progressivt power metal-band som bildades år 2000. Bandet bestod när det lades ner av medlemmarna Luís Mariutti (basgitarr), Hugo Mariutti (gitarr), Ricardo Confessori (trummor), Alírio Netto (sång) och Fabio Ribeiro (keyboard).
Shaman gav ut sitt första studioalbum Ritual 2002. Skivan sålde bra och bandet kunde 2003 bli ett av de få band som givit ut ett livealbum och en DVD efter bara ett studioalbum. År 2005 släppte de sitt andra studioalbum, Reason. Bandet ändrade på grund av juridiska skäl under en kort period stavning på sitt namn och lade till ett extra 'a', men släppte aldrig någon musik under detta namn. André Matos och bröderna Mariutti lämnade bandet 2006.
Shaman upplöstes 2014, men återförenades 2018, med bröderna Mariutti, Ricardo Confessori och Andre Matos. Matos avled 2019. Bandet lades ner permanent 2023.

## Medlemmar
Senaste kända medlemmar
- Ricardo Confessori – trummor (2000–2006, 2007–2014, 2018–2023)
- Luís Mariutti – basgitarr, bakgrundssång (2000–2006, 2007–2014, 2018–2023)
- Hugo Mariutti – gitarr, bakgrundssång (2000–2006, 2018–2023)
- Alírio Netto – sång (2019–2023)
- Fabio Ribeiro – keyboard (2020–2023)

Tidigare medlemmar
- Andre Matos – sång, keyboard (2000–2006, 2018–2019; död 2019)
- Fernando Quesada – basgitarr (2007–2013)
- Léo Mancini – gitarr (2007–2013)
- Thiago Bianchi – sång (2007–2013)
- Junior "Juninho" Carelli – keyboard (2012–2013)

Turnerande medlemmar
- Fabio Ribeiro – keyboard (2000–2006, 2018–2020)
- Marcus Viana – violin (2019–2023)
- Fabrizio Di Sarno – keyboard (2007–2011)
- Rodrigo Oliveira – trummor (2023)

## Diskografi
Studioalbum
- 2002 – Ritual
- 2005 – Reason
- 2007 – Immortal
- 2010 – Origins
- 2022 – Rescue

Livealbum
- 2003 – Ritualive

Singlar
- 2002 – "Fairy Tale"
- 2003 – "For Tomorrow"

Demo
- 2001 – Demo